# Regroupement d'actions
Un regroupement d'actions, ou consolidation d'actions est une opération réduisant le nombre d'actions en circulation sur les marchés boursiers afin d'augmenter le cours boursier de l'action. C'est l'opération inverse du fractionnement d'actions (division du nombre d'actions que possèdent les actionnaires au moment de l'opération) et elle s'exprime aussi de manière inverse: un ratio de « 1 pour 3 » signifie que pour trois actions détenues, le titulaire recevra une action en échange. 
Si la division euclidienne des actions appartenant à un actionnaire laisse un reste, alors l'actionnaire va perdre les actions restantes et recevoir du cash (ou monnaie) en compensation.
Un regroupement d'action est mal perçu par les investisseurs, aussi il n'est pas décidé à la légère. Augmenter le cours d'une action peut empêcher qu'une action ne soit délistée (l'action sera maintenue sur des marchés imposant un prix minimum pour l'action, tel le NASDAQ) ou bien satisfaire les actionnaires et investisseurs. Par exemple, certains fonds d'investissement ont des règles empêchant l'achat d'actions dont le cours est trop bas.